# سندرم وودهاوس–ساکاتی
سندرم وودهاوس–ساکاتی (انگلیسی: Woodhouse–Sakati syndrome) که با نامِ سندرمِ کم‌کاری غدد جنسی، کچلی، دیابت شیرین، کم‌توانی ذهنی و علائم اکستراپیرامیدال هم شناخته می‌شود، یک بیماری نادر ژنتیکی اتوزومال مغلوب است که سبب نقص عضو در سرتاسر بدن و ناهنجاری در دستگاه درون‌ریز می‌گردد.
مشخصات این بیماری عبارتند از: ریزش مو، کم‌کاری غدد جنسی، کم‌کاری تیروئید، ناشنوایی، دیابت و کم‌توانی ذهنی. مواردی از اختلالات نوار قلب هم گزارش شده‌است.
علت بروز این سندرم، جهش در ژن DCAF17 است که بر روی بازوی بلند کروموزوم ۲ واقع شده‌است و نحوهٔ توارث آن به صورتِ اتوزومال مغلوب است.